# Live (Running-Wild-Album)
Live ist das zweite Livealbum der deutschen Heavy-Metal-Band Running Wild. Es wurde auf der Tournee zum Album „The Brotherhood“ im Jahr 2002 mitgeschnitten und auch als DVD veröffentlicht.
Gelegentlich wird das Album auch mit den Titeln „Live 2002“ oder „The Brotherhood Live“ bezeichnet.

## Entstehung
Die Tournee zu „The Brotherhood“ fand vom 20. bis 30. März 2002 statt und umfasste neun Konzerte in Deutschland; im Vorprogramm spielte die Power-Metal-Band Rebellion. Freie Tage waren der 25. und der 29. März. Die Aufnahmen für das Album fanden am 30. März 2002 auf dem letzten Konzert der Tour in der Halle Gartlage in Osnabrück statt.
Im Gegensatz zur Besetzung des Albums spielte als Schlagzeuger Matthias Liebetruth an Stelle des umstrittenen Angelo Sasso. Liebetruth, der 1996 bei der Hard-Rock-Band Victory gespielt hatte, absolvierte sogar bei jedem Auftritt ein mit „Metalmachine“ betiteltes Schlagzeugsolo. Zusätzlich mit von der Partie war der Gitarrist Bernd Aufermann, der als Mitglied der Band Angel Dust bekannt ist.
Die Livemitschnitte wurden von Rolf „Rock ’n’ Rolf“ Kasparek abgemischt und geschnitten. Das Album wurde am 28. November 2002 über GUN Records als Doppel-CD im Digipack und als Einfach-DVD veröffentlicht. In den deutschen Albencharts erreichte das Livealbum Platz 100.
Das Albencover, bei CD- und DVD-Version identisch, zeigt ein Livefoto der Band sowie das neben dem Bandschriftzug platzierte Covermotiv von „The Brotherhood“.

## Titelliste
| CD 1 1. March of the Final Battle – 2:16 2. Welcome to Hell – 4:38 3. Bad to the Bone – 5:33 4. Lead or Gold – 6:04 5. Riding the Storm – 5:15 6. When Time Runs Out – 6:07 7. The Brotherhood 7:21 8. Soulless – 5:43 9. Blazon Stone – 5:21 | CD 2 1. Crossfire – 4:58 2. Metalmachine Solo 3:02 3. Kiss of Death – 4:15 4. Uaschitschun – 5:32 5. Unation – 6:20 6. Victory – 6:25 7. Prisoners of our Time – 5:10 8. Purgatory – 6:23 9. Soulstrippers – 5:19 10. Under Jolly Roger – 4:41 |

## Herkunft der Lieder
Die beim Konzert gespielten Lieder decken praktisch die gesamte Karriere der Band ab. Dabei stammen die Lieder von folgenden Alben:
- „Gates to Purgatory“ (1984): „Prisoners of our Time“
- „Under Jolly Roger“ (1987): „Under Jolly Roger“
- „Port Royal“ (1988): „Uaschitschun“
- „Death or Glory“ (1989): „Riding the Storm“, „Bad to the Bone“
- „Blazon Stone“ (1991): „Blazon Stone“
- „Pile of Skulls“ (1992): „Lead or Gold“
- „Black Hand Inn“ (1994): „Soulless“
- „The Rivalry“ (1997): „March of the Final Battle“, „Kiss of Death“
- „Victory“ (2000): „When Time Runs Out“, „Victory“
- „The Brotherhood“ (2002): „Welcome to Hell“, „The Brotherhood“, „Crossfire“, „Soulstrippers“, „Unation“

Insgesamt wurden damit alle Studioalben mit Ausnahme von „Branded and Exiled“ (1985) und „Masquerade“ (1995) berücksichtigt. Allerdings ist das Lied „Purgatory“ auf keiner Studioveröffentlichung enthalten, gehörte jedoch wie auch auf dem ersten Livealbum „Ready for Boarding“ zum Programm. „Metalmachine“ ist ein Solo für Schlagzeug.

## Kritik und Rezeption
Nach harter Kritik an „The Brotherhood“ und insbesondere der sterilen Produktion sowie des vermutlichen Drumcomputers „Angelo Sasso“ wertete Götz Kühnemund vom Rock Hard das Livealbum als Fortschritt und lobte die Songauswahl:

„Na also, es geht doch! Wenn Running-Wild-Häuptling Rock ’n’ Rolf mit echtem Drummer aus Fleisch und Blut auf die Bühne steigt und seine Gitarre aus echten, raumfüllenden Boxen donnern lässt, klingen die Songs des letzten Albums „The Brotherhood“ auf einmal richtig gut! […] Die älteren Klassiker werden geschickt ins aktuelle Programm eingeflochten und runden das Gesamtbild, das auch „Victory“- und „The Rivalry“-Material umfasst, perfekt ab. Genau so und nicht anders wollen dich deine Fans hören, Rolf!“

Ebenfalls positiv nahm Herbert Chwalek von powermetal.de das Livealbum auf, brachte jedoch auch Kritik an:

„[…] Der Sound ist jedenfalls wirklich erste Sahne und bringt die Songs verdammt gut zur Geltung. […] Es ist klar, dass bei gut 100 Minuten so mancher liebgewonnener Klassiker nicht dabei ist, ich kann mit der Auswahl so durchaus leben. […] Zwei Kritikpunkte habe ich doch noch. Zum einen ist das Booklet absolut lieblos gestaltet, ein paar mehr Fotos der optisch interessanten Liveshow der Band hätten da sicher nicht geschadet, zum anderen sind Rolfs Ansagen ziemlich eintönig oder, profan gesagt, stinklangweilig. Trotz dieser beiden Schönheitsfehler ist „Live 2002“ ein bärenstarkes Livealbum, das allen Zweiflern und Kritikern, die Running Wild schon längst abgeschrieben haben, eindrucksvoll das Maul stopft.“

Auf der Compilation „Best of Adrian“ aus dem Jahr 2006, das nur bei GUN Records veröffentlichtes Material der Band enthält, sind die Lieder „Under Jolly Roger“ und „Bad to the Bone“ in der Livefassung dieses Albums enthalten sind, da die Originalalben bei Noise Records erschienen. Ein Kuriosum ist aber, dass das Lied „Welcome to Hell“ neben der Studiofassung auch noch als Liveversion auf dem Best-of-Album untergebracht wurde und damit faktisch doppelt enthalten ist.